# Sankt Martin (Ausztria)
Sankt Martin osztrák mezőváros Alsó-Ausztria Gmündi járásában. 2018 januárjában 1124 lakosa volt.

## Elhelyezkedése

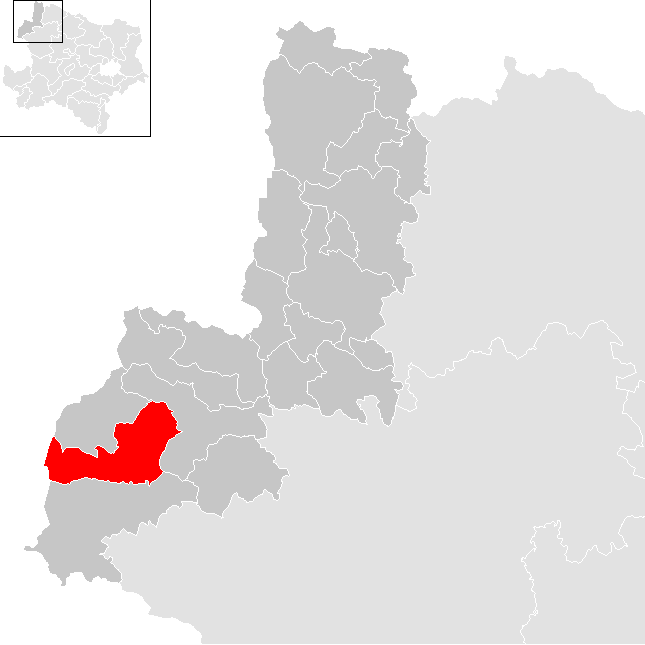
Sankt Martin a Gmündi járásban

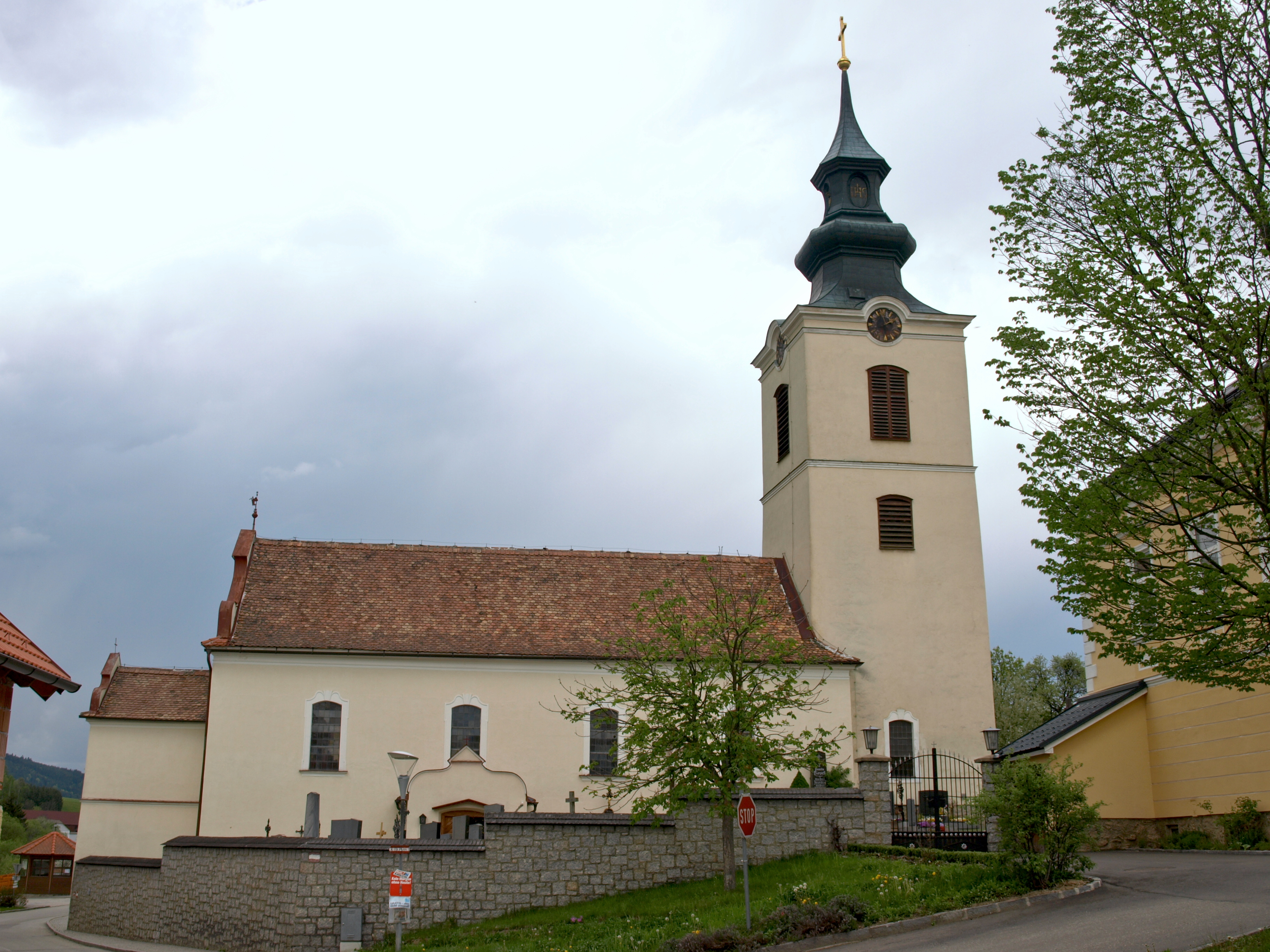
A Szt. Márton-templom

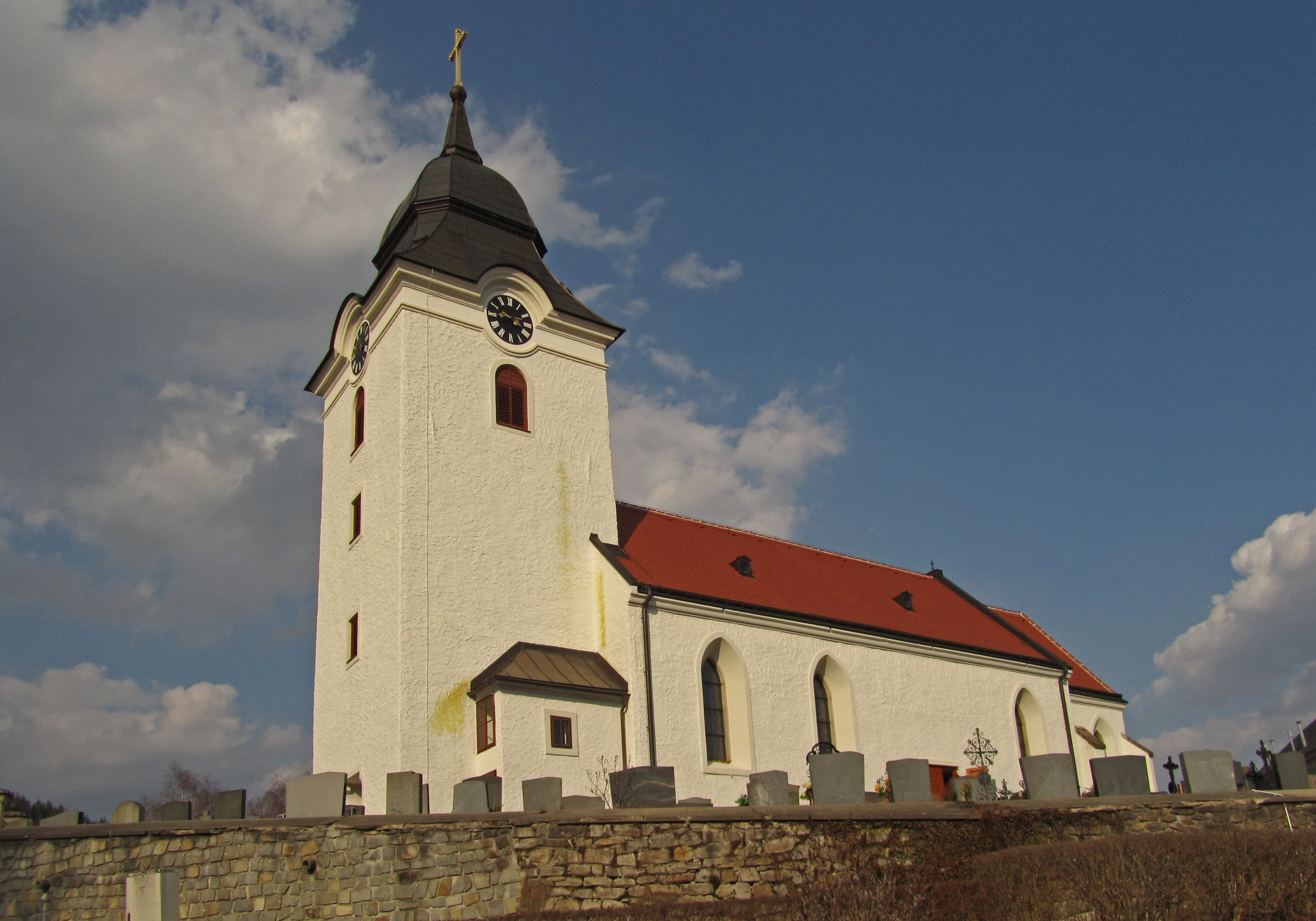
A Szt. Vencel-templom

Sankt Martin Alsó-Ausztria Erdőnegyedének (Waldviertel) északnyugati részén fekszik, a Lainsitz folyó mentén, közvetlenül a cseh határnál. Területének 56,5%-a erdő. Az önkormányzat 13 települést egyesít: Anger (61 lakos 2018-ban), Breitenberg (13), Harmanschlag (262), Joachimstal (2), Langfeld (64), Oberlainsitz (113), Reitgraben (8), Rörndlwies (6), Roßbruck (76), Schöllbüchl (60), Schützenberg (34), St. Martin (308) és Zeil (117).
A környező önkormányzatok: északra Moorbad Harbach, keletre Weitra, délre Bad Großpertholz, nyugatra Pohorská Ves (Csehország).

## Története
Sankt Martin eredeti neve Lornisch volt. Először 1162-ben említik. 1185-ben az egész térséget a Lainsitz folyótól a Stropnitzig II. Hadmar von Kuenring, a szomszédos weitrai vár ura kapta meg. A 13. században a falu a Kuenringek vazallusához, a Luensnitz lovagi nemzetséghez került, akik helyben telepedtek meg és építettek egy kis erődöt (a mai ún. Schloßbergen).
1409-ben már Sankt Merttenként és mezővárosként hivatkoznak rá; azonban a terjeszkedő Weitra polgárainak panasza nyomán 1528-ban az osztrák főherceg megfosztotta mezővárosi jogaitól. 1426-ban husziták törtek be a régióba (St. Martinban egy építkezés során találtak a régészek husziták által használt nyílhegyeket). 1499-ben üveghuta működött a településen, amely egészen 1711-ig folytatta tevékenységét; ekkor csődbe ment.
1763-ban adótartozás címén valamennyi jószágot lefoglalták, de Mária Terézia császárnő visszaadta őket tulajdonosainak. 1795-ben 26 házat számláltak össze St. Martinban. 1799-ben Harmanschlagban 20 főt foglalkoztató kis vasüzemet létesítettek, amelyben mezőgazdasági szerszámokat gyártottak. 1809-ben a Napóleon elleni háború miatt az iskola épületét katonakórházzá alakították át. 1908-ban I. Ferenc József trónra lépésének 60. évfordulóján 22 alsó-ausztriai polgármester kapott audienciát a császárnál. Köztük volt St. Martin első embere, Josef Wandl is, akit az uralkodó ezüst Érdemkereszttel tüntetett ki.
A második világháborúban a szövetségesek bombázták St. Martint, összesen 61 bombát dobtak a településre. A fegyverletétel után szovjet megszállás alá került, az iskolát kórházzá alakították át, a plébániába pedig katonákat szállásoltak el.
1971-ben Langfeldet, 1972-ben pedig Harmanschlagot St. Martin községhez csatolták, amelyet 1986-ban mezővárosi rangra emeltek. 

## Lakosság
A Sankt Martin-i önkormányzat területén 2018 januárjában 1124 fő élt. A lakosságszám 1910-ben érte el csúcspontját 2006 fővel, azóta csökkenő tendenciát mutat. 2015-ben a helybeliek 98,6%-a volt osztrák állampolgár; a külföldiek közül 0,1% a régi (2004 előtti), 1,3% az új EU-tagállamokból érkezett. 2001-ben a lakosok 96,5%-a római katolikusnak, 2% pedig felekezeten kívülinek vallotta magát.

## Látnivalók
- a Szt. Márton-plébániatemplomot 1182 körül alapították. A román stílusú eredeti épületet a 18. században kibővítették és barokk stílusban átépítették.
- Harmannschlag Szt. Vencel-plébániatemploma
- Langfeld kápolnája

## Fordítás
- Ez a szócikk részben vagy egészben  a   St. Martin (Niederösterreich) című német Wikipédia-szócikk ezen változatának fordításán alapul.  Az eredeti cikk szerkesztőit annak laptörténete sorolja fel. Ez a jelzés csupán a megfogalmazás eredetét és a szerzői jogokat jelzi, nem szolgál a cikkben szereplő információk forrásmegjelöléseként.